# Kreis Ida-Viru
Der Kreis Ida-Viru (estnisch: Ida-Viru maakond oder Ida-Virumaa; deutsch: „Ost-Wierland“) ist ein Landkreis (maakond) in Estland.

## Geographie
Ida-Virumaa liegt im nordöstlichsten Teil des Landes und grenzt an die Kreise Lääne-Viru im Westen, Jõgeva im Süden und bildet im Osten die Staatsgrenze zu Russland. Ebenso grenzen zwei Gewässer an diesen Kreis: der Peipussee im Süden und der Finnische Meerbusen im Norden.

## Geschichte
2005 wurde die Stadt Jõhvi mit der Umlandgemeinde Jõhvi zusammengelegt. 2017 wurden im Zuge der landesweiten Verwaltungsreform mehrere Gemeinden im Kreis zusammengelegt.

## Wirtschaft und Infrastruktur
In Ida-Virumaa ist ein Großteil der Industrie von Estland angesiedelt. Weiter besitzt dieses Gebiet die größten Schiefervorkommen des Landes.

## Städte und Gemeinden

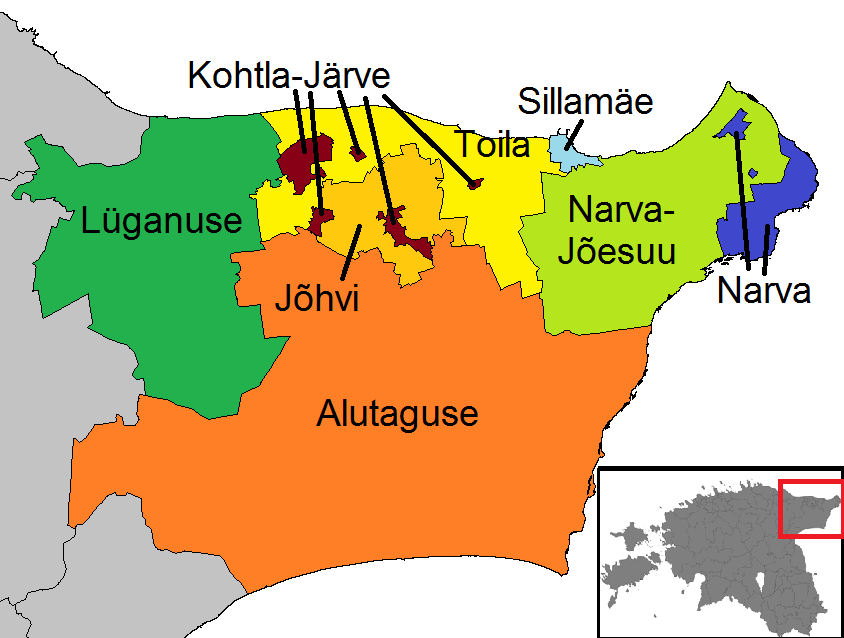
Städte und Gemeinden des Kreises Ida-Viru

Der Kreis hat 4 Städte und 4 Gemeinden.

### Städte
- Kohtla-Järve
- Narva
- Narva-Jõesuu
- Sillamäe

### Gemeinden
- Alutaguse
- Jõhvi
- Lüganuse
- Toila

### Ehemalige Städte und Gemeinden (vor der Verwaltungsreform 2017)
- Kiviõli
- Alajõe
- Aseri
- Avinurme
- Iisaku
- lluka
- Kohtla
- Kohtla-Nõmme
- Lohusuu
- Mäetaguse
- Sonda
- Tudulinna
- Vaivara